# Triglachromis
Genre
Triglachromis est un genre de poisson  de la famille des Cichlidae. 

## Liste des espèces
Selon FishBase (4 fev. 2016) :
- Triglachromis otostigma (Regan, 1920)